# Aiphanes acaulis
Aiphanes acaulis là loài thực vật có hoa thuộc họ Arecaceae. Loài này được Galeano & R.Bernal mô tả khoa học đầu tiên năm 1985.